# Північний Сох – Наманган – Андижан/Майли-Суу
Північний Сох — Наманган — Андижан/Майли-Суу — газопровід на сході Узбекистану.
У 1963—1984 роках ввели в дію три нитки системи Хаваст – Фергана, якою на південь Ферганської долини надходив ресурс блакитного палива походженням із потужного газовидобувного регіону в центральному Узбекистані. В якийсь момент спорудили відгалуження від Хаваст — Фергана до північних та східних районів долини, що пройшло по маршруту Північний Сох — Наманган — Андижан. Воно було виконане в діаметрі 500 мм та мало довжину близько двох сотень кілометрів (відомо, що ділянка до Намангану завдовжки 134 км).
Можливо відзначити, що в Андижані виникло сполучення з газопроводом Фергана — Андижан — Ходжиабад — Ош, який надавав доступ споживачів південно-східного регіону Ферганської долини, включаючи киргизьке місто Ош. Водночас у вихідному пункті з 1976-го діяло підземне сховище газу Північний Сох.
В якийсь момент з'явилась друга нитка діаметром 720 мм, при цьому відгалуження в такому ж діаметрі сполучило ділянку Наманган — Андижан з підземним сховищем газу Майли-Суу, яке спорудили на киргизькій території.
Після надбання центральноазійськими державами незалежності від СРСР конфігурація наявної газотранспортної системи сприяла суперечкам навколо цін на блакитне паливо та вартості його транзиту. Як наслідок, Узбекистан подав ресурс до Ферганської долини по газопроводу Ахангаран — Пунган, що був підключений до ділянки Північний Сох — Наманган. Це дозволяло транспортувати ресурс як на захід до Намангану та Андижану (з передачею у трубопровід Андижан — Фергана), так і на південь через реверсовану ділянку до Північного Соху (з наступним транспортуванням до Фергани через киргизьку територію по завершальній частині системи Хаваст — Фергана).
Також можливо відзначити, що в другій половині 1990-х Ходжиабад перетворили на підземне сховище газу, що потребувало прокладання 41 км газопроводів в діаметрі 720 мм для сполучення з ділянкою Наманган — Андижан.
Наприкінці 2010-х великим споживачем протранспортованого по газопроводу блакитного палива стала Туракурганська ТЕС.